# Der Bulle von Tölz: Treibjagd
Treibjagd ist ein deutscher Fernsehfilm von Walter Bannert aus dem Jahr 2000 nach einem Drehbuch von Michael Lerchenberg. Es ist die 24. Folge der Krimiserie Der Bulle von Tölz mit Ottfried Fischer als Hauptdarsteller in der Rolle des Hauptkommissars Benno Berghammer. Die Erstausstrahlung erfolgte am 3. Mai 2000 auf Sat.1.

## Handlung
In der Jachenau finden die zwei Waldarbeiter Rupert Spielvogel und Wick Hauser den toten Sepp Mössmer und bringen ihn mit ihrem Traktor nach Hause. Seine Hände weisen Fesselspuren auf und er ist an Erbrochenem erstickt, weil er geknebelt worden ist. Gerichtsmediziner Dr. Robert Sprung stellt außerdem fest, dass sich am ganzen Körper jede Menge Ameisen einer äußerst seltenen Art befinden. Der Forstmann und Wildbiologe Dr. Rupert erkennt in den Ameisen die Spezies Manica Rubida, die erst ab einer Höhe von 1500 Metern vorkommt. Am Fundort der Leiche gibt es weit und breit keine Ameisenhaufen, also wurde der Tote nach der Tat bewegt.
Als Hauptkommissar Benno Berghammer bei den frisch gesammelten Pilzen seiner Mutter Resi dieselben Ameisen entdeckt, wird auch der Tatort rasch gefunden: zwei Bäume mit einem Strick und einem Ameisenhaufen dazwischen.
Die Suche nach einem Motiv führt den Kommissar und seine Kollegin Sabrina Lorenz einmal mehr in den Dunstkreis des Bauunternehmers Anton Ramboldt, der in der Jachenau ein exklusives Jagderholungszentrum einrichten will. Da Rambold beim Kauf der erforderlichen Grundstücke auf erbitterten Widerstand der meisten Bewohner der Jachenau stößt, hat er sich durch Schmiergeldzahlungen das Wohlwollen mehrerer Bauern und des Bürgermeisters erkauft. In diesem Zusammenhang gibt es weitere Vorfälle: Bei Rambold und einem Verkaufswilligen wird ein totes Tier mit Drohbrief im Maul an die Haustür gehängt; Rambolds Revierförster Max Kellerer wird von zwei vermummten Gestalten derselben Ameisenfolter unterzogen, wie sie dem Toten widerfahren ist; und Kommissar Berghammer erhält ebenfalls einen Drohbrief.
Der Gemeindevorsteher Johann Mayr befindet sich durch seine Bestechlichkeit in einem Dilemma: einerseits von Rambold abhängig, andererseits seiner Heimat verpflichtet. Um sich daraus zu befreien, veranstaltet er bei der Projektpräsentation auf Rambolds Hütte ein Haberfeldtreiben – mit fatalen Folgen: Sein Sohn Blasius wird mit einer Schrotflinte angeschossen und schwer verletzt. Er bringt Blasius auf seine Almhütte und bietet ihm an, einen Arzt zu holen, doch sein Sohn lehnt aus Angst vor den Konsequenzen ab und will, dass ein Pfarrer ihm die Beichte abnimmt, weil er sein Ende nahen sieht. Johann Mayr beichtet seinerseits beim Dorfpfarrer und bittet ihn, seinem Sohn die Krankensalbung zu spenden, doch dieser verlangt, dass der Bürgermeister zuvor alles der Polizei erzählt, worauf Mayr wütend die Kirche verlässt.
Mittlerweile haben Bergwanderer den schwer verletzten Blasius Mayr gefunden und den Notruf gewählt. Kommissar Berghammer gibt dem Dorfpolizisten, Polizeimeister Korbinian Pföderl, den Auftrag, die Jachenauer Jagdgenossenschaft binnen einer Stunde zu einer Versammlung zusammenzutrommeln. Mit dem Bürgermeister im Schlepptau, treffen die Kommissare bei der Versammlung ein. Benno Berghammer liest die Namen derer vor, die ein Grundstück an Rambold verkauft haben – zuletzt Johann Mayr. Der Bürgermeister wird niedergeschlagen und im daraus entstehenden Tumult ergreift er die Flucht, die Meute eilt ihm hinterher. Zurück bleibt Nikolaus Riesch, der gesteht, für die Ameisenfolterung Sepp Mössmers verantwortlich zu sein. Nur mit Mühe können die Kommissare den Mob davon abhalten, den Bürgermeister zu lynchen. Als Berghammer und Lorenz ihn finden, steht er an einem Abgrund und droht zu springen, wenn sich jemand nähert. Johann Mayr gesteht den Korruptionssumpf und dass er Nikolaus Riesch zusammen mit Blasius dazu angestiftet hat, Sepp Mössmer einzuschüchtern; dessen Tod bedauert er zutiefst. Als Berghammer ihm mitteilt, das Krankenhaus habe seinem Sohn gute Überlebenschancen prognostiziert, entgegnet der Bürgermeister, es wäre besser gewesen, wenn Blasius gestorben wäre, zumal sein eigener Vater ihn beschissen habe. Zum Entsetzen der Kommissare tritt er an die Felskante und stürzt sich in die Tiefe.

## Hintergrund
Die Dreharbeiten wurden in Bad Tölz und Gaißach durchgeführt; als Schauplatz für die „Pension Resi“ diente das Hollerhaus Irschenhausen.